# Eistla
Eistla è un personaggio della mitologia norrena; è descritta come una gigantessa, nonché delle nove madri di Heimdallr.
Secondo l'Edda poetica, era una delle nove figlie delle divinità marine Ægir e Rán (le Ægirsdætra, in norreno).